# Ladebühne (Wuppertal)
Ladebühne ist ein Ortsteil im Stadtbezirk Vohwinkel der bergischen Großstadt Wuppertal in Nordrhein-Westfalen/Deutschland.

## Lage und Beschreibung
Die Ortschaft liegt zwischen den Wohnquartieren Tesche und Schöller-Dornap nördlich des Vohwinkler Ortszentrums und des Waldgebiets Osterholz und südlich des Ortsteils Dornap. Die Siedlung Neu-Dornap ist heute mit Ladebühne zusammengewachsen. Weitere benachbarte Orte sind Holthausen, Holthauser Heide, Buntenbeck, Kahlenbusch und Bellenbusch. Fliethe, Buschkothen und Sandfeld sind abgegangen.  Durch den Ort fließt der Grenzbach, ein Zufluss der Düssel.
Der Ort grenzt im Norden an ausgedehnte Betriebsflächen, Anlagen und Steinbrüche des Rheinkalk-Werks Dornap.
Im Ort kreuzen sich die Bahnstrecke Wuppertal-Vohwinkel–Essen-Überruhr (die Stammstrecke der ehemaligen Prinz-Wilhelm-Eisenbahn-Gesellschaft) und die  Bahnstrecke Düsseldorf-Derendorf–Dortmund Süd (so genannte „Wuppertaler Nordbahn“ der Rheinischen Eisenbahn-Gesellschaft).

## Geschichte
Im 19. Jahrhundert war Ladebühne ein Wohnplatz in der Landgemeinde Schöller der Bürgermeisterei Haan (ab 1894 Bürgermeisterei Gruiten) die aus der bergischen Herrschaft Schöller hervorging. 1888 besaß der Ort laut dem Gemeindelexikon für die Provinz Rheinland zwei Wohnhäuser mit 92 Einwohnern.
Im Berührungsdreieck von Wülfrath, Vohwinkel und Amtsgemeinde Gruiten grenzten im 19. Jahrhundert bei Ladebühne, Sandfeld, Dornap, Buntenbeck und Hanielsfeld deren Kommunalgebiete aneinander. Die hier gelegenen Dornaper Kalksteinbrüche und die zugehörigen Betriebsflächen uferten im 20. Jahrhundert bis in diese Siedlungsbereiche aus. Dabei gingen große Ortsbereiche und z. T. ganze Ortsteile völlig ab. Das Vohwinkeler Ladebühne und das angrenzende Schöller-Ladebühne, der Amtsgemeinde Gruiten, entstanden wie das benachbarte Sandfeld erst in der zweiten Hälfte des 19. Jahrhunderts. Der Name leitet sich von einer Verladestation an der dortigen Bahnstrecke ab. Ab Ende der 1930er Jahre entstand, südwestlich direkt an Ladebühne angrenzend, dessen östlicher Teil seit 1929 zu Wuppertal-Vohwinkel gehört, auf dem Gebiet von Schöller, Amtsgemeinde Gruiten, die Siedlung Neu-Dornap, die seitdem mit Ladebühne einen geschlossenen Siedlungsbereich bildet. Sandfeld ging seit den 1950er Jahren kontinuierlich ab und existiert seit den 1980ern nicht mehr.
Im Jahr 1967 war der Ort durch den beginnenden Dammbruch eines Schlammteiches der Kalkwerke bedroht. Durch umfangreiche Notmaßnahmen konnte der Damm noch rechtzeitig stabilisiert und ein Unglück abgewendet werden.
Von 1929 bis zur Kommunalreform von 1975 verliefen durch Ladebühne die Stadtgrenzen von Wuppertal und der Amtsgemeinde Gruiten. Mit der Gebietsreform von 1975 wurden unter anderem Neu-Dornap und Schöller-Ladebühne, Schöller von der Amtsgemeinde Gruiten sowie Dornap von Wülfrath im Kreis Düsseldorf-Mettmann abgespaltet und als Wohnquartier Schöller-Dornap nach Wuppertal eingemeindet. Dabei ging Neu-Dornap in den Ortsteil Ladebühne auf.